# London Xpress
London Xpress es un disco lanzado en 2001 a través de Nuphonic. Se trata de un compilado del programa de radio del Reino Unido London Xpress - "A Selection of Rare Dance Cuts". Integrado por 12 canciones, se destaca la presencia de Björk, Groove Armada, Justin Robertson y Sabres of Paradise, entre otros.

## Lista de canciones
1. Rock the Casbah (5:29), Oscar Ticas
2. Jackson Johnson (6:57), David Holmes
3. Dnipro (5:15), Red Snapper
4. Warrior Sound (Adam Freeland Mix) (10:24), Pressure Drop
5. Faze Action Samba (Roger Sánchez's the S Man Dark Star Mix) (7:16), Faze Action
6. Make it Happen (7" radio edit) (3:56), Playgroup
7. Joyous (Harvey re-edit) (10:04), Pleasure
8. Black Sheep (5:02), Groove Armada
9. They Shoot People, Don't They? (4:05), Coldcut, Piratetv.net crew
10. Love Movement (4:50), Justin Robertson
11. Ysaebud (6:12), Sabres of Paradise
12. The Anchor Song (Black Dog Remix) (4:48), Björk